# Scirpophaga xanthopygata
Scirpophaga xanthopygata is een vlinder uit de familie grasmotten (Crambidae). De wetenschappelijke naam is voor het eerst geldig gepubliceerd in 1922 door Schawerda.
De soort komt voor in Europa.